# Eternally Yours
Albums de The Saints
(I'm) Stranded
(1977) Prehistoric Sounds
(1979)
Eternally Yours est le deuxième album du groupe punk rock The Saints, sorti en 1978. 

## L'album
Arrivés en Angleterre au printemps 1977, The Saints signent avec EMI et enregistrent un premier single This Perfect Day, qui se classe à la 34e place des charts britanniques, puis en EP intitulé One-Two-Three-Four. Ils commencent l'enregistrement de leur deuxième album à la fin d'octobre. Un premier jet est enregistré au studios Wessex. Il sera publié en 2007 sur la réédition de l'album sous le nom International Robot Sessions, car à l'origine le titre de l'album devait être International Robots. Puis ils poursuivent à la Roundhouse. À sa sortie, l'album rencontre un accueil mitigé. Les influences rhythm and blues, l'ajout de cuivres, d'un orgue hammond ou d'un harmonica, déçoivent les fans du premier album. Et le look des musiciens, avec leurs cheveux longs, déplaît au public punk anglais.
Eternally Yours fait partie de l'ouvrage de références Les 1001 albums qu'il faut avoir écoutés dans sa vie. 

### Titres
Tous les titres sont de Ed Kuepper et Chris Bailey : 
1. Know Your Product (3:15)
2. Lost and Found (3:50)
3. Memories Are Made of This (2:20)
4. Private Affair (2:05)
5. A Minor Aversion (3:07)
6. No, Your Product (4:07)
7. This Perfect Day (2:30)
8. Run Down (2:32)
9. Orstralia (2:24)
10. New Centre of the Universe(2:21)
11. Untitled (2:47)
12. (I'm) Misunderstood (2:46)
13. International Robots (1:58)

### Musiciens
- Chris Bailey : Voix
- Ed Kuepper- Guitare, voix
- Ivor Hay : batterie
- Algy Ward : Basse